# Szlak rowerowy im. Witolda Gombrowicza
 Szlak rowerowy im. Witolda Gombrowicza wyznaczony został w 2004 roku w ramach obchodów Roku Gombrowiczowskiego z inicjatywy ostrowieckiego oddziału PTTK im. Mieczysława Radwana. Biegnie on przez miejsca związane z życiem i dziejami rodziny pisarza. Początek (a zarazem koniec) szlaku rowerowego usytuowany jest w Ostrowcu Świętokrzyskim na Rynku Denkowskim przy figurze św. Floriana.

## Trasa[2]
Dokładny przebieg trasy na mapie znajduje się tutaj: LINK
| Odległość | Atrakcje                           | Punkt                                          | Ilustracja                                                        |
| --------- | ---------------------------------- | ---------------------------------------------- | ----------------------------------------------------------------- |
| 0,0 km    | pomnik · kościół                   | Ostrowiec Świętokrzyski Denków Rynek Denkowski | Figura św. Floriana na Rynku Denkowskim                           |
| 3,0 km    | kościół · cmentarz żydowski        | Ostrowiec Świętokrzyski Śródmieście Rynek      | Rynek Ostrowca Świętokrzyskiego                                   |
| 6,2 km    | muzeum                             | Ostrowiec Świętokrzyski Częstocice             | Pałac Wielopolskich, siedziba Muzeum Historyczno-Archeologicznego |
| 12,0 km   | kościół                            | Mychów                                         |                                                                   |
| 16,5 km   | dwór                               | Chocimów                                       |                                                                   |
| 22,9 km   | zabytek techniki                   | Doły Biskupie – Witulin                        | Ruiny fabryki tektury                                             |
| 31,1 km   | kościół                            | Krynki – kościół z XVIII w.                    |                                                                   |
| 32,1 km   | kolej · zabytek techniki           | Brody – dworzec PKP                            | Stara zapora w Brodach                                            |
| 38,7 km   | pomnik                             | Bór Kunowski                                   |                                                                   |
| 45,1 km   | kaplica                            | Kaplica                                        | Kapliczka św. Katarzyny                                           |
| 52,3 km   |                                    | Nowa Dębowa Wola                               |                                                                   |
| 62,1 km   |                                    | Wólka Bałtowska                                |                                                                   |
| 65,0 km   | dwór · kościół · rezerwat roślinny | Bałtów                                         | Park Jurajski                                                     |
| 70,3 km   |                                    | Pętkowice                                      |                                                                   |
| 74,4 km   | drzewo                             | Leśniczówka Potoczek                           |                                                                   |
| 79,9 km   | kościół · cmentarz żydowski        | Tarłów                                         | Kościół św. Trójcy                                                |
| 84,9 km   |                                    | Cegielnia                                      |                                                                   |
| 90,1 km   |                                    | Czachów                                        |                                                                   |
| 95,1 km   | kościół · pomnik                   | Lasocin                                        |                                                                   |
| 105,1 km  | dwór                               | Czyżów Szlachecki                              | Późnobarokowy pałac z połowy XVIII wieku                          |
| 115,1 km  |                                    | Sobótka                                        |                                                                   |
| 118,2 km  | cmentarz                           | Przybysławice                                  |                                                                   |
| 126,2 km  |                                    | Mikułowice                                     |                                                                   |
| 127,7 km  | kościół                            | Wojciechowice                                  |                                                                   |
| 130,6 km  | kolej                              | Drygulec                                       |                                                                   |
| 137,6 km  | ruiny · kaplica · muzeum           | Ćmielów                                        | Zamek w Ćmielowie                                                 |
| 145,9 km  | ruiny · pomnik                     | Małoszyce                                      | Pomnik Witolda Gombrowicza                                        |
| 148,9 km  |                                    | Grocholice                                     | Krzyż przydrożny                                                  |
| 157,4 km  | kościół                            | Bodzechów                                      | Kościół pw. św. Zofii                                             |
| 163 km    | pomnik · kościół                   | Ostrowiec Świętokrzyski Denków Rynek Denkowski | Kościół św. Stanisława Biskupa                                    |